# James Oddo
James Steven Oddo (New York, 12 januari 1966) is een Amerikaans politicus van de Republikeinse Partij. Van 1 januari 2014 tot en met 31 december 2021 was hij borough president (stadsdeelvoorzitter) van Staten Island in de stad New York. Eerder was hij stafchef van gemeenteraadslid John Fusco en juridisch adviseur van minderheidsleider Tom Ognibene. Toen Fusco de raad verliet werd Oddo verkozen tot diens opvolger. Hij diende in de gemeenteraad van 1999 tot 2013, vanaf 2002 als minderheidsleider.